# Evandro Agazzi
Evandro Agazzi (Bérgamo, Italia) es un filósofo y profesor italiano, que actualmente trabaja en la Universidad Panamericana. Sus campos de especialidad e interés son la bioética, la teoría de los sistemas, la lógica, las matemáticas, la antropología filosófica y las filosofías de la tecnología, el lenguaje y la ciencia.

## Educación
Doctor en Filosofía por la Universidad Católica del Sagrado Corazón de Milán, tiene un posgrado en Filosofía de la Ciencia por la Universidad de Oxford y ha tenido formación de Lógica Formal en la Universidad de Marburgo y en Münster.

## Enseñanza
Algunas de sus ocupaciones académicas a lo largo de su carrera:
- En la Facultad de Ciencias matemáticas físicas y naturales de la Universidad de Génova enseñó, entre 1964 y 1975, materias como Geometría superior, Matemáticas complementarias, Lógica matemática.
- También enseñó Lógica Simbólica en la Clase de Ciencias de la Escuela Normal Superior de Pisa (1966-68).
- Dictó cursos de Filosofía de la ciencia y de Lógica matemática en la Facultad de letras y filosofía de la Universidad Católica de Milán (1964-1979).
- Cátedra de Filosofía de la ciencia en la Universidad de Génova (1970).
- Durante 19 años (1979-1998) ha dictado, simultáneamente, dos Cátedras universitarias: Filosofía de la Naturaleza y Filosofía de la Ciencia, en la Universidad de Friburgo (Suiza), donde ha sido también Decano de la Facultad de Filosofía, y Filosofía de la Ciencia en la Universidad de Génova (Italia).
- Desde 1998 hasta 2009 siguió siendo catedrático de Filosofía en la Universidad de Génova, de la cual es actualmente profesor emérito.
- De 2009 a 2013 ha sido profesor en la Universidad Autónoma Metropolitana, Unidad Cuajimalpa, de Ciudad de México y desde el año 2013 es profesor en la Universidad Panamericana de la Ciudad de México.

## Asociaciones profesionales
Actualmente es presidente de la Academia internacional de filosofía de las ciencias, presidente de honor de la Federación Internacional de las Sociedades de Filosofía y del Instituto Internacional de Filosofía. Ha sido presidente de la Sociedad italiana de la lógica y de la filosofía de las ciencias, de la Sociedad italiana de filosofía, y de la Sociedad suiza de la lógica y de la filosofía de las ciencias. Ha sido tesorero del Consejo internacional de filosofía y de las ciencias humanas de la UNESCO. Ha sido igualmente miembro del Comité Nacional de Bioética en Italia. 